# Hermann Klewer
Hermann Klewer (* 7. Juli 1886 in Heißen; † 15. März 1957 in Essen) war ein deutscher Gewerkschafter, langjähriges Mitglied der SPD sowie Vorstand der Neuen Heimat und Aufsichtsratsmitglied der Hüttenwerke Ruhrort-Meiderich AG.

## Leben und Wirken
Geboren als Sohn eines Fabrikarbeiters besuchte Hermann Klewer die Volksschule und absolvierte anschließend eine Lehre als Installateur. Früh wurde er Mitglied der SPD. 1903 trat er in die Gewerkschaft ein, wo er bald ehrenamtlicher Funktionär wurde. 1914 siedelte er nach Essen um und wurde 1924 unter dem Bezirksleiter Carl Wolf hauptamtlicher Sekretär in der Bezirksleitung Essen des Deutschen Metallarbeiter-Verbandes.
Nachdem zu Beginn der Zeit des Nationalsozialismus im Jahre 1933 die Gewerkschaften aufgelöst wurden, war Klewer in verschiedenen Berufen tätig. Nach dem Ende des Zweiten Weltkriegs 1945 war er maßgeblich am Aufbau der Essener Gewerkschaftsbewegung beteiligt. Folglich wurde er im April 1946 Bevollmächtigter und am 1. Juli des Jahres Bezirksleiter der IG Metall in Essen. In letztgenannter Funktion eröffnete er nach 13-jähriger Unterbrechung die erstmals wieder stattfindende Mai-Kundgebung auf dem Essener Holleplatz, erteilte das Wort dann dem Oberbürgermeister Heinz Renner und hielt später selbst eine Rede. Klewer wurde Mitglied des Bezirksausschusses Nordrhein-Westfalen des Gewerkschaftsbundes und Vorstand der Neuen Heimat – Gemeinnützige Wohnungs- und Siedlungsgesellschaft AG Essen, die dem Gewerkschaftsbund unterstand. In dieser Zeit fiel auch seine Mitgliedschaft im Aufsichtsrat der Hüttenwerke Ruhrort-Meiderich AG.
Am 29. Juni 1945 berief die Militärregierung Klewer zum Mitglied des aus 13 Personen bestehenden zentralen Bürgerausschusses. Daraufhin wurde er Mitglied des am 6. Februar 1946 ernannten Rates der Stadt Essen. In diesem Jahr wurde Klewer Mitglied des SPD-Unterbezirksvorstandes Essen. Von März 1946 bis April 1947 war er Mitglied des Zonenausschusses der Britischen Besatzungszone.
Hermann Klewer wurde auf dem Essener Südwestfriedhof beigesetzt.